# Жальник
Жальник — назва давніх язичницьких могильників курганного типу.

Жальник в Новгородській області — старовинне кладовище, цвинтар, де в суботу перед Днем Святої Трійці відбувалися поминки по покійним (в давні часи - тризни), причому при цьому бували і народні гуляння.